# Passo di Wurzen
Il passo di Wurzen o passo del Koren o sella di Koren (1072 m s.l.m.; in tedesco Wurzenpass, in sloveno Korensko sedlo) è un passo nella catena delle Caravanche (Caravanche Occidentali), per cui passa una strada che congiunge l'Austria con la Slovenia e più precisamente Villaco (in Carinzia) con Kranjska Gora (in Alta Carniola). Si trova a pochi chilometri dal confine italo-sloveno.
Con i suoi 1.073 m di altezza, il Wurzenpass non è tra i più alti passi della Slovenia, la strada presenta però in alcuni tratti una pendenza del 18%, tanto che nei tornanti più alti sono predisposte anche delle vie di fuga da poter utilizzare in caso di guasto ai freni.
Sino al 1991, il valico costituiva un'importante via di comunicazione insieme al passo di Loibl, ma da quando è stato aperto il traforo delle Caravanche (a pedaggio), la sua rilevanza è rimasta
praticamente solo turistica.
Nella parte austriaca era presente uno sbarramento difensivo, che dal 26 agosto 2005 è adibito a museo del bunker. Vi si trova un carro armato T-34.